# Cyclosorus extensus
Cyclosorus extensus là một loài dương xỉ trong họ Thelypteridaceae. Loài này được Blume H. Itô mô tả khoa học đầu tiên năm 1937.